# Septième législature du Parlement européen
législature du Parlement européen de 2009 à 2014
14 juillet 2009 - 1er juillet 2014
(4 ans, 11 mois et 17 jours)
6e législature 8e législature
La septième législature du Parlement européen a été élue lors des élections de 2009 et a duré jusqu'aux élections de 2014.

## Événements majeurs
- 4-7 juin 2009
  - Élections européennes de 2009.
- 14 juillet 2009
  - Première réunion (session constitutive) du Septième Parlement.
  - Jerzy Buzek est élu Président du Parlement européen[1].
  - Élections des vice-présidents.
- 17 janvier 2012
  - Martin Schulz est élu Président du Parlement européen[2].

## Président du Parlement européen

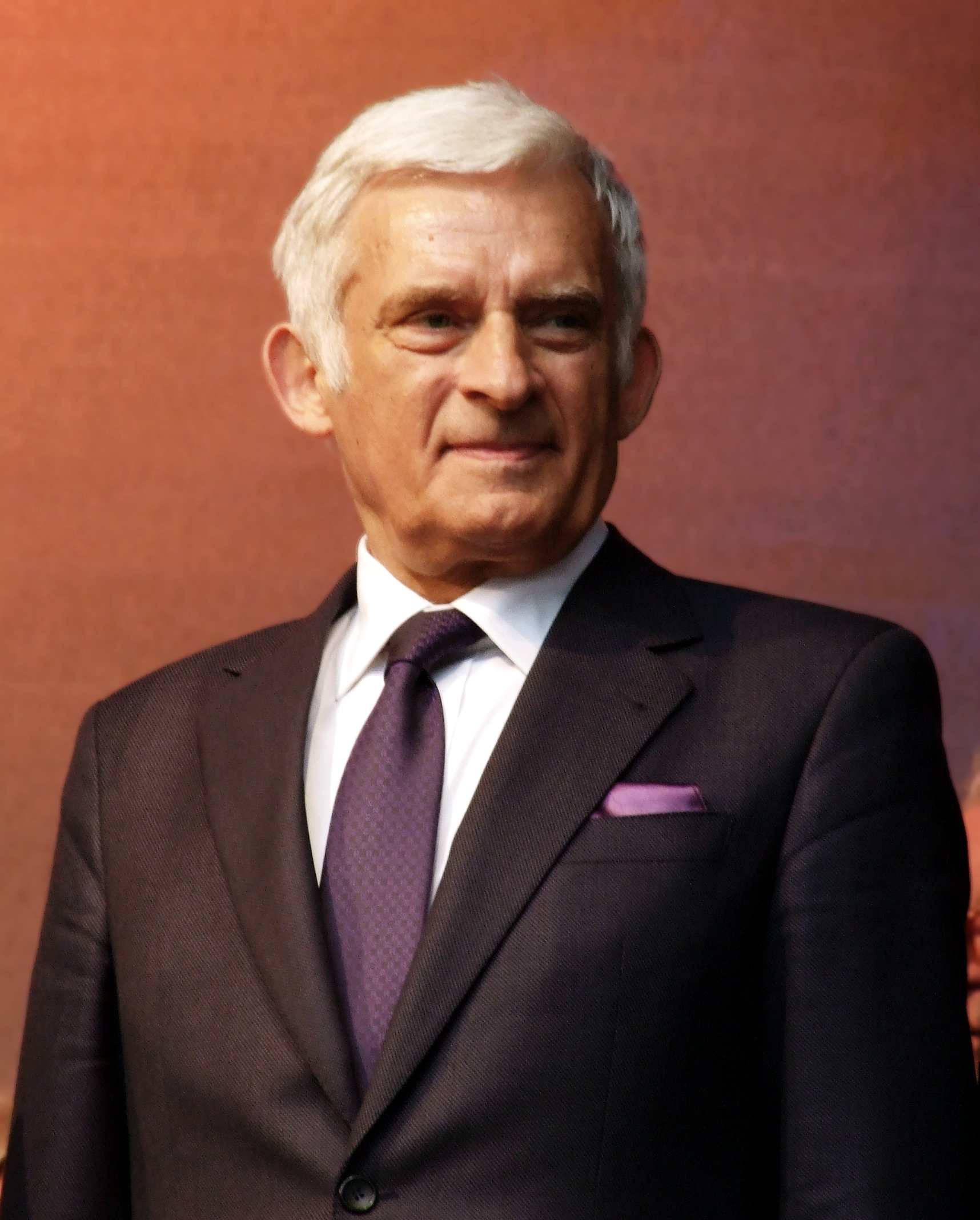
Jerzy Buzek, président du Parlement européen, du 14 juillet 2009 au 17 janvier 2012.
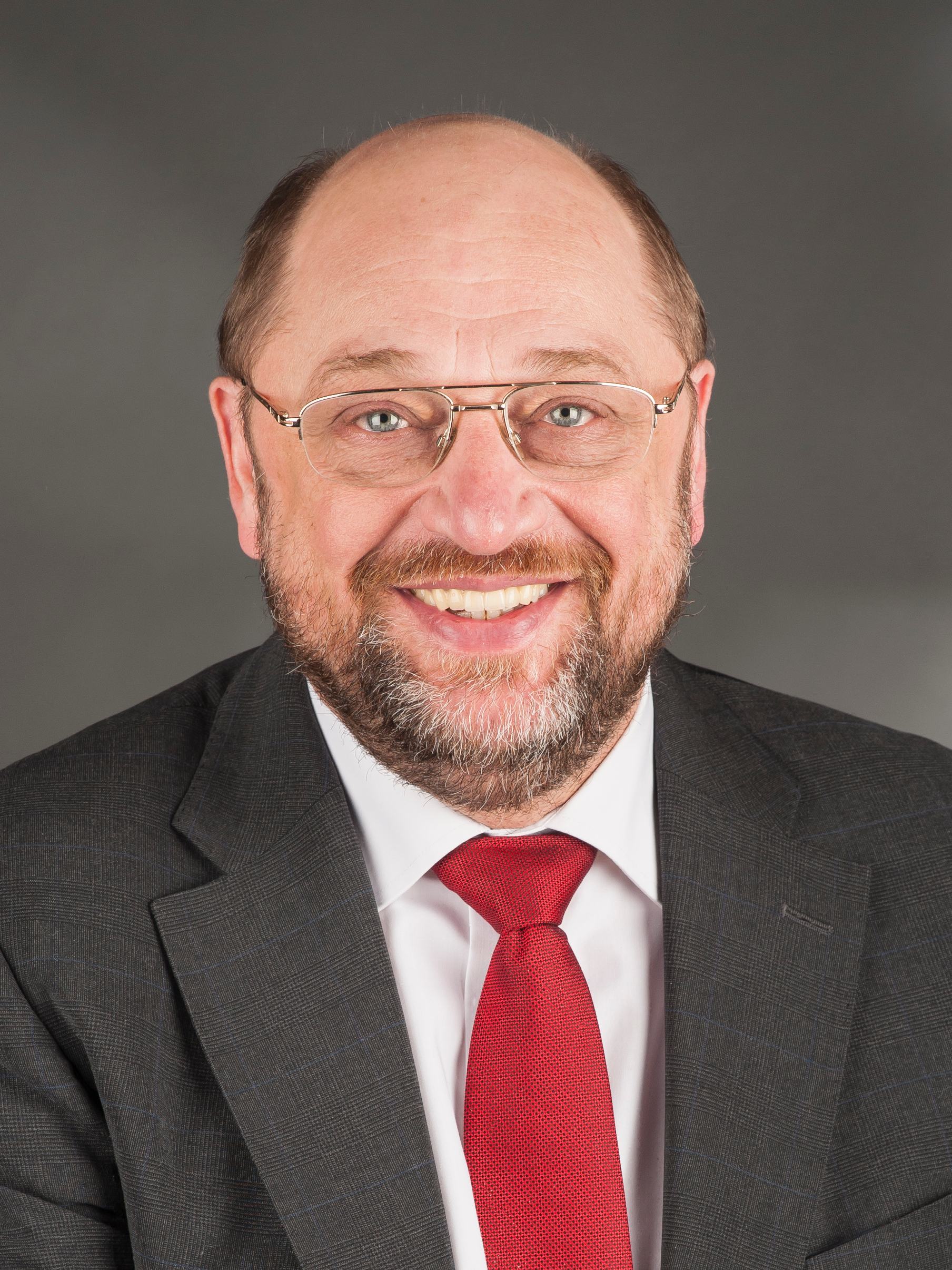
Martin Schulz, président du Parlement européen, du 17 janvier 2012 au 17 janvier 2017.

## Vice-présidents du Parlement européen

### 14 juillet 2009 - 18 janvier 2012
| 1  | Gianni Pittella                |  | S&D         | Italie             |
| 2  | Ródi Krátsa-Tsagaropoúlou      |  | PPE         | Grèce              |
| 3  | Stávros Lambrinídis            |  | S&D         | Grèce              |
| 4  | Miguel Angel Martinez Martinez |  | S&D         | Espagne            |
| 5  | Alejo Vidal-Quadras            |  | PPE         | Espagne            |
| 6  | Dagmar Roth-Behrendt           |  | S&D         | Allemagne          |
| 7  | Libor Roucek                   |  | S&D         | République tchèque |
| 8  | Isabelle Durant                |  | Verts/EFA   | Belgique           |
| 9  | Roberta Angelilli              |  | PPE         | Italie             |
| 10 | Diana Wallis                   |  | ALDE        | Royaume-Uni        |
| 11 | Pál Schmitt                    |  | PPE         | Hongrie            |
| 12 | Edward McMillan-Scott          |  | Non-inscrit | Royaume-Uni        |
| 13 | Rainer Wieland                 |  | PPE         | Allemagne          |
| 14 | Silvana Koch-Mehrin            |  | PPE         | Allemagne          |

### 18 janvier 2012 -1erjuillet 2014
| 1  | Gianni Pittella                |  | S&D       | Italie             |
| 2  | Miguel Angel Martinez Martinez |  | S&D       | Espagne            |
| 3  | Anni Podimata                  |  | S&D       | Grèce              |
| 4  | Alejo Vidal-Quadras            |  | PPE       | Espagne            |
| 5  | Georgios Papastamkos           |  | PPE       | Grèce              |
| 6  | Roberta Angelilli              |  | PPE       | Italie             |
| 7  | Othmar Karas                   |  | PPE       | Autriche           |
| 8  | Edward McMillan-Scott          |  | ALDE      | Royaume-Uni        |
| 9  | Isabelle Durant                |  | Verts/EFA | République tchèque |
| 10 | Alexander Alvaro               |  | ALDE      | Allemagne          |
| 11 | Rainer Wieland                 |  | PPE       | Allemagne          |
| 12 | Oldřich Vlasák                 |  | CRE       | République tchèque |
| 13 | Jacek Protasiewicz             |  | PPE       | Pologne            |
| 14 | László Surján                  |  | PPE       | Hongrie            |

## Président de la Commission européenne

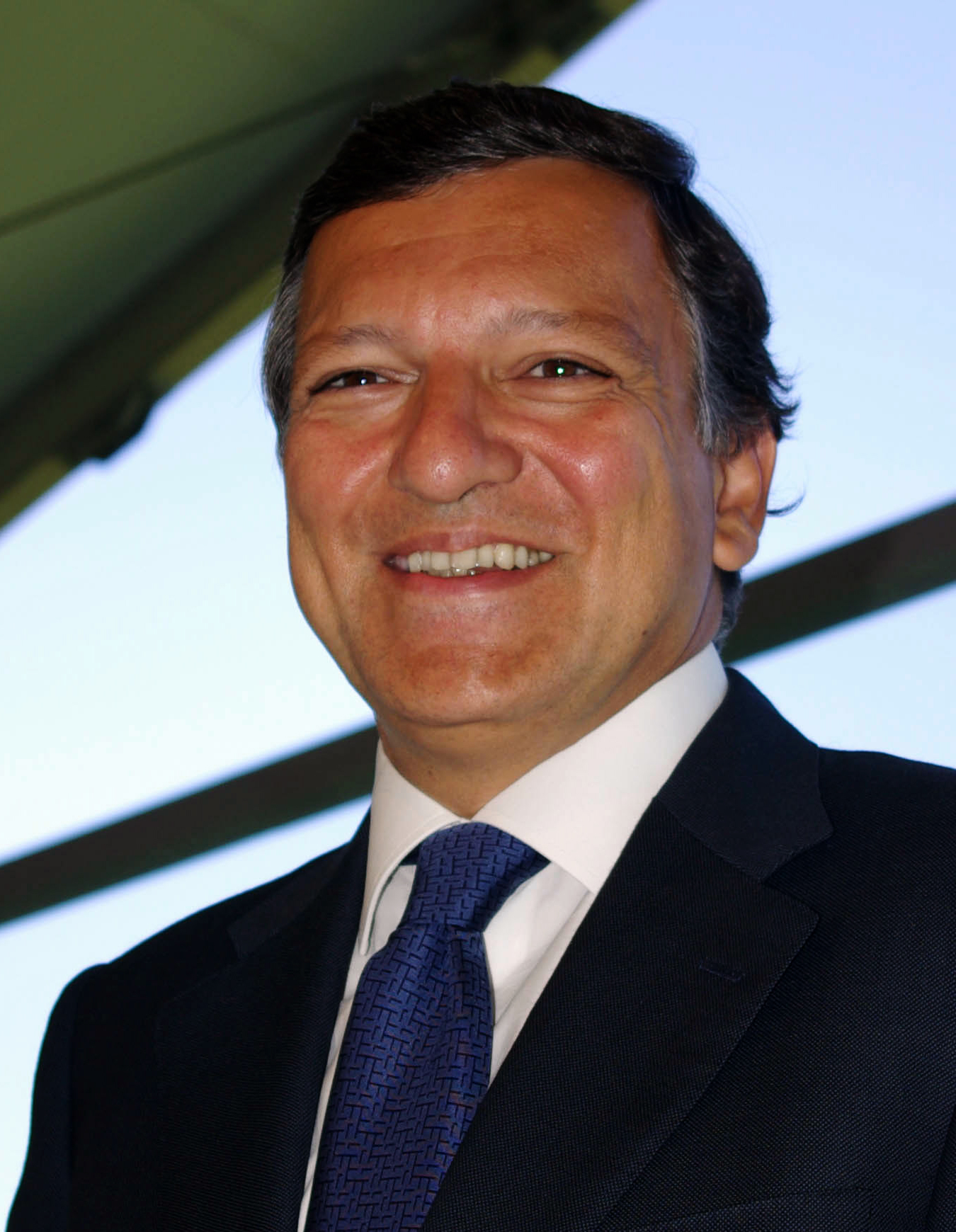
José Manuel Durão Barroso, président de la Commission européenne, du 22 novembre 2004 au 1ernovembre 2014.

## Réalisations

### Réalisations (première moitié de mandat)
La parlement bénéficie de pouvoir augmentés par le traité de Lisbonne dans les domaines de compétence de l'UE comme par rapport au conseil ou à la Commission.
322 actes législatifs ont été adoptés.
Le nombre d'amendements déposés a diminué à 10798 amendements.
Le parlement s'est notamment opposé à Swift.
De manière emblématique trois autorités européennes de surveillance (AES) et un Comité européen du risque systémique (CERS) ont été créées.
Le parlement a également travaillé sur le « six pack » — six textes législatifs entrés en vigueur en décembre 2011 — pour renforcer la gouvernance économique via le pacte de stabilité et de croissance.
La fondation Robert-Schuman voit dans le parlement une orientation de centre-droit.

### Réalisations (seconde moitié de mandat)
Avec le traité de Lisbonne, la manière de formaliser le cadre financier pluriannuel (CFP) évolue: Le Parlement européen doit donner son accord avant que le CFP ne soit adopté par une décision unanime du Conseil. Le CFP devient un règlement de l'Union européenne.
Le CFP est négocié pendant une année, puis est approuvé par le Parlement en novembre 2013.